# Aslak Fitjaskalle
Aslak Fitjaskalle (nórdico antiguo: Áslákr Fitjaskalli) fue un vikingo de Noruega, miembro del hird de Olaf II el Santo y conocido como verdugo del rey rugio Erling Skjalgsson, que era uno de los defensores del sistema territorial tradicional de reinos vikingos noruegos, hostiles al feudalismo y cristianismo del rey Olaf. La amistad real permitió a Aslak establecerse en el palacio de Fitjar de Sunnhordland, y le dio un gran feudo en la región. Allí recibió el apodo Fitjaskalle, que significa «granjero de Fitjar».
El 21 de diciembre de 1028, durante la batalla de Boknafjorden cerca de Bokn, en Rogaland, las fuerzas de Erling estaba compuestas principalmente de una flota y su barco fue capturado. El rey Olaf estaba dispuesto al perdón, pero fue ejecutado por Aslak quien le decapitó con su hacha, muy a pesar del rey que consideraba que la muerte de Erling iba a costarle el trono.
Según Heimskringla, Olaf le dijo a Aslak, «¡Loco, acabas de arrebatar Noruega de mis manos!». La predicción del rey se convirtió en certera. Respaldados por Canuto el Grande, los aliados de Erling se levantaron en armas y mataron al rey Olaf en la batalla de Stiklestad en 1030.
La muerte de Erling fue grandemente lamentada, pues era considerado por muchos como el más noble y poderoso de los noruegos. Fue uno de los seguidores de Erling, Vígleikur Árnason, quien aprovechó poco tiempo después un descanso de Aslak en Borgund (Lærdal) y atacó su nave durante la noche, cumpliendo su propósito de acabar con su vida y vengar al rey rugio.